# Децентрализованные администрации Греции
Децентрализованные администрации (греч. Αποκεντρωμένη Διοίκηση, η) — административные единицы в Греции. Созданы в 2011 году по программе Калликратиса, являются региональными органами государственной власти и частью административного деления.

## Децентрализованные администрации
Всего создано 7 децентрализованных администраций, каждая из которых включает от одной до трёх периферий.
|  | Децентрализованная администрация                 | Адм. Центр | Периферии                                           | Карта |
|  | ------------------------------------------------ | ---------- | --------------------------------------------------- | ----- |
|  | Аттика                                           | Афины      | Аттика                                              |       |
|  | Македония и Фракия                               | Комотини   | Центральная Македония, Восточная Македония и Фракия |       |
|  | Эпир и Западная Македония                        | Янина      | Эпир, Западная Македония                            |       |
|  | Фессалия и Центральная Греция                    | Лариса     | Фессалия, Центральная Греция                        |       |
|  | Пелопоннес, Западная Греция и Ионические острова | Патры      | Пелопоннес, Западная Греция, Ионические острова     |       |
|  | Эгейские острова                                 | Пирей      | Северные Эгейские острова, Южные Эгейские острова   |       |
|  | Крит                                             | Ираклион   | Крит                                                |       |

## Координаторы
Возглавляет децентрализованную администрацию координатор (генеральный секретарь), выбираемый из ΑΣΕΠ по Закону Пепониса (2190/1994) и назначаемый министром внутренних дел.
26 мая 2017 года министр внутренних дел Панайотис Скурлетис назначил новых координаторов:
| Децентрализованная администрация                 | Координатор          | Συντονιστής                   |
| ------------------------------------------------ | -------------------- | ----------------------------- |
| Аттика                                           | Спиридон Кокинакис   | Σπυρίδων (Σπύρος) Κοκκινάκης  |
| Фессалия и Центральная Греция                    | Никос Диторас        | Νίκος Ντίτορας                |
| Эпир и Западная Македония                        | Василис Михелакис    | Βασίλης Μιχελάκης             |
| Пелопоннес, Западная Греция и Ионические острова | Николаос Папатеодору | Νικόλαος (Νίκος) Παπαθεόδωρου |
| Эгейские острова                                 | Николаос Теодоридис  | Νικόλαος (Νίκος) Θεοδωρίδης   |
| Крит                                             | Мария Козираки       | Μαρία Κοζυράκη                |
| Македония и Фракия                               | Иоанис Савас         | Ιωάννης Σάββας                |